# Суперкубок Ісландії з футболу
Суперку́бок Ісла́ндії з футбо́лу — одноматчевий турнір, у якому грають володар Кубка Ісландії і чемпіон попереднього сезону. У випадку, якщо Кубок і чемпіонат виграла одна команда, то в Суперкубку грають перша і друга команди чемпіонату.

## Переможці та фіналісти
| Клуб                 | Перемоги | Фінали | Переможні роки                                                   | Фінальні роки                                  |
| -------------------- | -------- | ------ | ---------------------------------------------------------------- | ---------------------------------------------- |
| Валюр                | 11       | 7      | 1977, 1979, 1988, 1991, 1992, 1993, 2006, 2008, 2016, 2017, 2018 | 1974, 1978, 1981, 1986, 1989, 2019, 2024       |
| Фрам                 | 6        | 7      | 1971, 1974, 1981, 1985, 1986, 1989                               | 1977, 1980, 1987, 1988, 1990, 1991, 2014       |
| Кеплавік             | 6        | 5      | 1970, 1972, 1973, 1975, 1976, 1998                               | 1971, 1979, 1994, 2005, 2007                   |
| Гапнарф'ярдар        | 6        | 5      | 2005, 2007, 2009, 2010, 2011, 2013                               | 2006, 2008, 2012, 2016, 2017                   |
| КР                   | 6        | 5      | 1969, 1996, 2003, 2012, 2014, 2020                               | 1995, 2004, 2009, 2013, 2015                   |
| Акранес              | 5        | 8      | 1978, 1987, 1994, 1995, 2004                                     | 1975, 1976, 1983, 1984, 1985, 1993, 1996, 1997 |
| Вестманнаейя         | 4        | 6      | 1980, 1984, 1997, 1999                                           | 1969, 1972, 1973, 1982, 1998, 2018             |
| Вікінгур (Рейк'явік) | 4        | 3      | 1982, 1983, 2022, 2024                                           | 1992, 2020, 2023                               |
| Брейдаблік           | 2        | 3      | 2023, 2025                                                       | 2010, 2011, 2022                               |
| Стьярнан             | 2        | 0      | 2015, 2019                                                       |                                                |
| Акурейрі             | 1        | 1      | 1990                                                             | 2025                                           |
| ІБА                  | 0        | 1      |                                                                  | 1970                                           |
| Лейфтур              | 0        | 1      |                                                                  | 1999                                           |
| Фількір              | 0        | 1      |                                                                  | 2003                                           |